# Sigrid Ekran
Sigrid Ekran, född 1980 i Sparbu, är en norsk slädhundsförare som blev världsmästare på långdistans år 2011 och 2015. Hon tävlar för Innherred hundekjørerklubb.
Ekran studerade vid högskolan i  Hedmark och reste till USA där hon tog en master i Northern Studies vid University of Alaska i Fairbanks.
Ekran har deltagit i Iditarod fyra gånger. År 2007 kom hon på tjugonde plats med en tid på 10 dygn, 13 timmar och 21 minuter. Hon var bästa kvinna i loppet och blev bästa rookie. Sitt bästa resultat uppnådde hon år 2012 med en elfte plats.
Hon har deltagit i Femundløpet fem gånger och vann VM där år 2011. Ekran blev också världsmästare år 2015 i  Finnmarksløpet, ett lopp hon har deltagit i åtta gånger och vunnit år 2014 och 2015.